# Heart of Midlothian Football Club 2024-2025
Questa voce raccoglie le informazioni riguardanti l'Heart of Midlothian Football Club nelle competizioni ufficiali della stagione 2024-2025.

## Stagione
La stagione 2024-2025 vede la 122ª partecipazione alla Scottish Premiership per gli Hearts, che confermano alla guida della squadra il tecnico Steven Naismith, il quale assume l'incarico di direttore tecnico in quanto non possiede la licenza di allenatore nelle competizioni europee. La squadra di Edinburgo, dopo aver concluso il campionato precedente in terza posizione si qualifica agli spareggi di Europa League. Il 3 agosto il club esordisce in competizioni ufficiali affrontando i Rangers in campionato (0-0). Il 17 agosto, all'esordio in Coppa di Lega, gli Hearts vengono eliminati dal Falkirk sconfitti per 2-0.
Il 29 agosto, in virtù della doppia sconfitta per 1-0 maturata contro i cechi del Viktoria Plzeň, gli Hearts perdono gli spareggi di Europa League e vengono "retrocessi" nella fase campionato di UEFA Conference League. Il 22 settembre, in seguito ai risultati negativi conseguiti dalla squadra, la società esonera Steven Naismith e tutto il suo staff, affidando la panchina all'ex giocatore Liam Fox. Il 3 ottobre gli Hearts trovano la prima vittoria stagionale, all'esordio in Conference League, contro i bielorussi della Dinamo Minsk. Il 15 ottobre il tecnico inglese Neil Critchley, ex Blackpool, viene ingaggiato come nuovo allenatore.
Il 19 ottobre, all'esordio di Critchley sulla panchina dei Jumbos, la squadra ottiene la prima vittoria in campionato, battendo in casa per 4-0 il St. Mirren. Il 7 dicembre, la vittoria per 2-0 contro il Dundee vale a Craig Gordon il 100º clean sheet con la maglia degli Hearts. Il 19 dicembre, in virtù del 2-2 interno nell'ultima giornata della fase campionato di Conference contro i moldavi del Petrocub Hîncești, ultimi in classifica, gli scozzesi vengono eliminati dalla competizione europea. Il 2024 della squadra di Critchley si conclude col pareggio per 2-2, in casa del Ross County maturato nei minuti finali dopo che gli Hearts avevano condotto l'incontro con due reti di vantaggio fino al 95'.
Il 17 gennaio gli uomini di Critchley superano il quarto turno di Scottish Cup, vincendo 4-1 in casa del Brechin City. Il 1º febbraio gli Hearts superano il Dundee con un tennistico 6-0 fuori casa, a riprova del buon periodo di forma che la squadra sta attraversando. Il 10 febbraio, ai rigori, i Jumbos superano il quinto turno di coppa eliminando il St. Mirren. Il 2 marzo la squadra ha la peggio nel derby di Edimburgo, perdendo 2-1 contro l'Hibernian. Cinque giorni dopo è la volta dei quarti di finale di Coppa di Scozia, superati grazie al 3-1 inflitto al Dundee. Il 12 aprile si conclude la prima fase del campionato scozzese, con la squadra che termina al settimo posto e sarà coinvolta nella poule salvezza.
Il 19 aprile i Jumbos vengono eliminati dalla Coppa di Scozia, in semifinale, per mano dell'Aberdeen col risultato di 2-1 maturato ai tempi supplementari con la squadra ridotta in nove uomini. In seguito alla sconfitta interna per 1-0, rimediata il Dundee viene esonerato Neil Critchley e al suo posto viene richiamato Liam Fox. Il 18 maggio si conclude la stagione degli Hearts, che vincono agilmente la poule salvezza.

## Maglie e sponsor
Lo sponsor ufficiale è l'associazione no profit MND Scotland, mentre quello tecnico è Umbro. Lo sponsor sulla maglia da trasferta è Stellar Omada.
| Casa | Trasferta | Terza divisa |

## Rosa
La rosa e la numerazione sono tratte dal sito ufficiale.

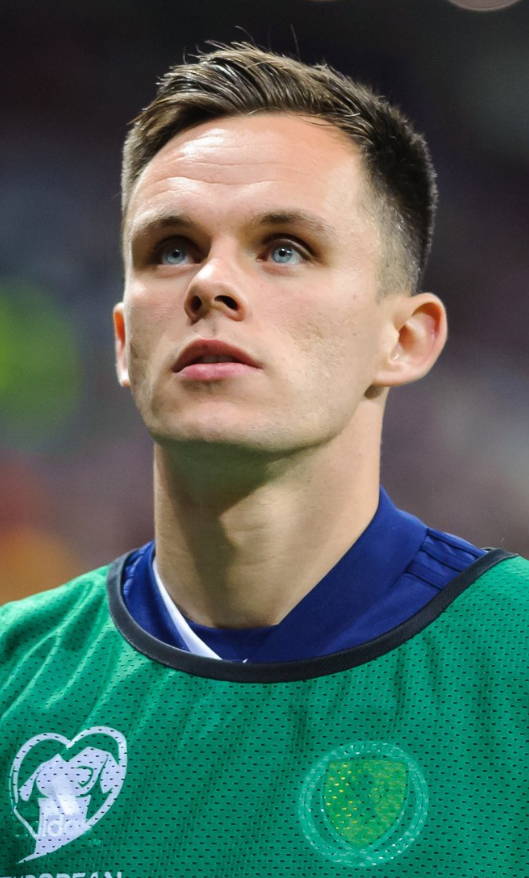
Lawrence Shankland (con la maglia della), è il capitano degli Hearts

| N. |                         | Ruolo | Calciatore                    |
| -- | ----------------------- | ----- | ----------------------------- |
| 1  | Scozia (bandiera)       | P     | Craig Gordon (vice capitano)  |
| 2  | Inghilterra (bandiera)  | D     | Frankie Kent                  |
| 3  | Scozia (bandiera)       | D     | Stephen Kingsley              |
| 4  | Scozia (bandiera)       | D     | Craig Halkett                 |
| 5  | Inghilterra (bandiera)  | D     | Daniel Oyegoke                |
| 6  | RD del Congo (bandiera) | C     | Beni Baningime                |
| 7  | Inghilterra (bandiera)  | C     | Jorge Grant                   |
| 8  | Australia (bandiera)    | C     | Calem Nieuwenhof              |
| 9  | Scozia (bandiera)       | A     | Lawrence Shankland (capitano) |
| 10 | Scozia (bandiera)       | A     | Barrie McKay                  |
| 11 | Giappone (bandiera)     | A     | Yūtarō Oda                    |
| 12 | Scozia (bandiera)       | P     | Ryan Fulton                   |
| 14 | Australia (bandiera)    | C     | Cameron Devlin                |
| 15 | Australia (bandiera)    | D     | Kye Rowles                    |
| 15 | Austria (bandiera)      | A     | Michael Steinwender           |
| 16 | Scozia (bandiera)       | C     | Blair Spittal                 |
| 17 | Scozia (bandiera)       | C     | Alan Forrest                  |
| 18 | Inghilterra (bandiera)  | C     | Malachi Boateng               |

| N. |                             | Ruolo | Calciatore     |
| -- | --------------------------- | ----- | -------------- |
| 18 | Scozia (bandiera)           | D     | Harry Milne    |
| 19 | Belgio (bandiera)           | A     | Elton Kabangu  |
| 20 | Inghilterra (bandiera)      | C     | Yan Dhanda     |
| 21 | Scozia (bandiera)           | A     | James Wilson   |
| 23 | Scozia (bandiera)           | D     | Lewis Neilson  |
| 24 | Scozia (bandiera)           | C     | Finlay Pollock |
| 25 | Scozia (bandiera)           | C     | Macaulay Tait  |
| 27 | Irlanda del Nord (bandiera) | A     | Liam Boyce     |
| 27 | Norvegia (bandiera)         | A     | Sander Kartum  |
| 28 | Scozia (bandiera)           | P     | Zander Clark   |
| 29 | Inghilterra (bandiera)      | D     | James Penrice  |
| 30 | Inghilterra (bandiera)      | D     | Jamie McCart   |
| 35 | Scozia (bandiera)           | C     | Adam Forrester |
| 37 | Gambia (bandiera)           | A     | Musa Drammeh   |
| 77 | Costa Rica (bandiera)       | A     | Kenneth Vargas |
| 80 | Colombia (bandiera)         | D     | Andrés Salazar |
| 82 | Costa Rica (bandiera)       | D     | Gerald Taylor  |

## Calciomercato

### Sessione estiva
| Acquisti         | Acquisti        | Acquisti            | Acquisti      |
| R.               | Nome            | da                  | Modalità      |
| ---------------- | --------------- | ------------------- | ------------- |
| P                | Ryan Fulton     | Hamilton Academical | gratuito      |
| D                | Daniel Oyegoke  | Brentford           | gratuito      |
| D                | James Penrice   | Livingston          | gratuito      |
| D                | Andrés Salazar  | Atlético Nacional   | prestito      |
| D                | Gerald Taylor   | Saprissa            | prestito      |
| C                | Malachi Boateng | Crystal Palace      | ?             |
| C                | Yan Dhanda      | Ross County         | gratuito      |
| C                | Blair Spittal   | Motherwell          | gratuito      |
| A                | Musa Drammeh    | Siviglia            | gratuito      |
| A                | Kenneth Vargas  | Herediano           | ?             |
| Altre operazioni |                 |                     |               |
| R.               | Nome            | da                  | Modalità      |
| D                | Lewis Neilson   | Partick Thistle     | fine prestito |
| C                | Andy Halliday   | Motherwell          | fine prestito |

| Cessioni         | Cessioni           | Cessioni        | Cessioni                   |
| R.               | Nome               | a               | Modalità                   |
| ---------------- | ------------------ | --------------- | -------------------------- |
| P                | Michael McGovern   |                 | ritirato                   |
| D                | Nathaniel Atkinson | Melbourne City  | gratuito                   |
| D                | Alex Cochrane      | Birmingham City | definitivo (1,2 milioni €) |
| D                | Toby Sibbick       | Wigan           | ?                          |
| C                | Aidan Denholm      | Ross County     | prestito                   |
| C                | Scott Fraser       | Charlton        | fine prestito              |
| C                | Peter Haring       |                 | svincolato                 |
| C                | Alex Lowry         | Rangers         | fine prestito              |
| A                | Dexter Lembikisa   | Wolverhampton   | fine prestito              |
| A                | Kyōsuke Tagawa     | Kashima Antlers | ?                          |
| A                | Kenneth Vargas     | Herediano       | fine prestito              |
| Altre operazioni |                    |                 |                            |
| R.               | Nome               | a               | Modalità                   |
| P                | Harry Stone        | Airdrie Utd     | prestito                   |
| D                | Lewis Neilson      | St. Johnstone   | prestito                   |
| C                | Andy Halliday      | Motherwell      | gratuito                   |

### Sessione invernale
| Acquisti         | Acquisti            | Acquisti             | Acquisti                     |
| R.               | Nome                | da                   | Modalità                     |
| ---------------- | ------------------- | -------------------- | ---------------------------- |
| D                | Jamie McCart        | Rotherham Utd        | definitivo (0,084 milioni €) |
| D                | Harry Milne         | Partick Thistle      | ?                            |
| D                | Michael Steinwender | IFK Värnamo          | ?                            |
| C                | Sander Kartum       | Brann                | definitivo (0,4 milioni €)   |
| A                | Elton Kabangu       | Union Saint-Gilloise | prestito                     |
| Altre operazioni |                     |                      |                              |
| R.               | Nome                | da                   | Modalità                     |
| D                | Lewis Neilson       | St. Johnstone        | fine prestito                |
| C                | Aidan Denholm       | Ross County          | fine prestito                |

| Cessioni         | Cessioni        | Cessioni          | Cessioni                     |
| R.               | Nome            | a                 | Modalità                     |
| ---------------- | --------------- | ----------------- | ---------------------------- |
| D                | Daniel Oyegoke  | Verona            | definitivo (0,4 milioni €)   |
| D                | Kye Rowles      | D.C. United       | definitivo (0,715 milioni €) |
| D                | Andrés Salazar  | Atlético Nacional | fine prestito                |
| C                | Malachi Boateng | Plymouth          | ?                            |
| A                | Liam Boyce      | Derry City        | ?                            |
| A                | Yūtarō Oda      | Shonan Bellmare   | ?                            |
| Altre operazioni |                 |                   |                              |
| R.               | Nome            | a                 | Modalità                     |
| C                | Macaulay Tait   | Livingston        | prestito                     |

## Risultati

### Scottish Premiership

#### Prima fase
| Edimburgo 3 agosto 2024, ore 13:30 UTC+1 1ª giornata | Hearts | 0 – 0 referto | Rangers | Tynecastle Park (18 478 spett.)\| Arbitro: \| Walsh \| |
| Arbitro:                                             | Walsh  |               |         |                                                        |

| Arbitro: | Robertson |

|                                                       |           |          |
| Tiffoney 23’ Taylor 45+2’ (aut.) McCowan 45+5’ (rig.) | Marcatori | 61’ Kent |

| Arbitro: | Beaton |

|                                      |           |         |
| McGinn 24’ O'Donnell 59’ Sparrow 81’ | Marcatori | 65’ Oda |

| Arbitro: | Walsh |

|  |           |            |
|  | Marcatori | 76’ Graham |

| Arbitro: | Steven |

|                               |           |  |
| Engels 52’ (rig.) McCowan 89’ | Marcatori |  |

| Arbitro: | Snedden |

|                 |           |          |
| Shankland 90+6’ | Marcatori | 35’ Hale |

| Arbitro: | Beaton |

|                                      |           |                      |
| Keskinen 2’ Devlin 65’ Palaversa 88’ | Marcatori | 36’ Kent 63’ Spittal |

| Arbitro: | Steven |

|                                                 |           |  |
| Vargas 15’ Oyegoke 47’ Wilson 86’ Spittal 90+3’ | Marcatori |  |

| Arbitro: | Robertson |

|                |           |            |
| Kucharevyč 65’ | Marcatori | 87’ Wilson |

| Arbitro: | Anderson |

|             |           |                         |
| Forrest 44’ | Marcatori | 58’ Kennedy 63’ Vassell |

| Arbitro: | Graham |

|                  |           |                             |
| Clark 68’ (rig.) | Marcatori | 23’ (aut.) Clark 76’ Vargas |

| Arbitro: | MacDermid |

|            |           |  |
| Dessers 6’ | Marcatori |  |

| Arbitro: | McLean |

|          |           |                                               |
| Musa 82’ | Marcatori | 55’ Furuhashi 60’ Kühn 78’, 90+4’ (rig.) Idah |

| Arbitro: | Clancy |

|                      |           |              |
| N. Devlin 62’ (aut.) | Marcatori | 37’ Clarkson |

| Arbitro: | Robertson |

|                               |           |             |
| Taylor 8’ (aut.) Olusanya 34’ | Marcatori | 18’ Halkett |

| Arbitro: | Steven |

|                    |           |  |
| Shankland 21’, 31’ | Marcatori |  |

| Arbitro: | Robertson |

|                     |           |  |
| Anderson 18’ (rig.) | Marcatori |  |

| Arbitro: | Beaton |

|                         |           |                  |
| Penrice 16’ Spittal 58’ | Marcatori | 53’ (rig.) Carey |

| Arbitro: | Walsh |

|               |           |                            |
| Bushiri 45+2’ | Marcatori | 9’ (aut.) Rowles 78’ Gayle |

| Arbitro: | Hardie |

|                          |           |                |
| Nisbet 90+7’ White 90+9’ | Marcatori | 2’, 48’ Wilson |

| Arbitro: | Scott |

|         |           |  |
| Musa 7’ | Marcatori |  |

| Arbitro: | MacDermid |

|  |           |             |
|  | Marcatori | 73’ Penrice |

| Aberdeen 12 gennaio 2025, ore 16:00 UTC+1 23ª giornata | Aberdeen | 0 – 0 referto | Hearts | Pittodrie Stadium (17 000 spett.)\| Arbitro: \| McLean \| |
| Arbitro:                                               | McLean   |               |        |                                                           |

| Arbitro: | Beaton |

|                                 |           |                      |
| Kabangu 7’ McCart 58’ Grant 61’ | Marcatori | 50’ Wales 67’ Murray |

| Arbitro: | Wilson |

|  |           |                                                                  |
|  | Marcatori | 15’ Shankland 17’ Spittal 51’, 77’ Kabangu 67’ Musa 90+2’ Vargas |

| Arbitro: | Beaton |

|                 |           |                                         |
| Steinwender 49’ | Marcatori | 23’ (aut.), 73’ (aut.) McCart 61’ Černý |

| Arbitro: | Scott |

|             |           |                  |
| Sidibeh 53’ | Marcatori | 36’, 57’ Kabangu |

| Arbitro: | Anderson |

|                                        |           |             |
| Wilson 56’ Nieuwenhof 63’ Vargas 90+5’ | Marcatori | 37’ Mandron |

| Arbitro: | Beaton |

|                      |           |          |
| Boyle 6’ Iredale 74’ | Marcatori | 9’ Grant |

| Arbitro: | Scott |

|                       |           |  |
| Kabangu 26’ Grant 89’ | Marcatori |  |

| Arbitro: | Clancy |

|                         |           |  |
| Maeda 17’, 41’ Jota 24’ | Marcatori |  |

| Arbitro: | Walsh |

|  |           |           |
|  | Marcatori | 67’ Dalby |

| Motherwell 12 aprile 2025, ore 16:00 UTC+1 33ª giornata | Motherwell | 0 – 0 referto | Hearts | Fir Park (7 481 spett.)\| Arbitro: \| Clancy \| |
| Arbitro:                                                | Clancy     |               |        |                                                 |

#### Poule salvezza
| Arbitro: | Hardie |

|  |           |            |
|  | Marcatori | 38’ Murray |

| Arbitro: | Robertson |

|          |           |                                |
| Hale 26’ | Marcatori | 40’, 58’ Shankland 82’ Forrest |

| Arbitro: | Lee |

|                                |           |  |
| Shankland 30’, 60’ Forrest 62’ | Marcatori |  |

| Arbitro: | Dickinson |

|                                |           |           |
| Douglas 17’ (aut.) Forrest 31’ | Marcatori | 74’ Carey |

| Arbitro: | McFarlane |

|  |           |              |
|  | Marcatori | 89’ Kingsley |

### Scottish League Cup

#### Fase a eliminazione diretta
| Arbitro: | Dickinson |

|                      |           |  |
| Ross 53’ D. Tait 81’ | Marcatori |  |

### Scottish Cup
| Arbitro: | Irvine |

|            |           |                                                 |
| Bright 10’ | Marcatori | 40’ Dhanda 52’ (aut.) McHattie 62’, 79’ Kabangu |

| Arbitro: | Robertson |

|                           |                      |                                    |
| Mandron 23’               | Marcatori            | 87’ Nieuwenhof                     |
| Smyth Scott Mooney Fraser | Tiri di rigore 2 – 4 | Wilson Vargas Grant Taylor Penrice |

| Arbitro: | Clancy |

|                                   |           |                 |
| Kartum 27’, 68’ Murray 63’ (aut.) | Marcatori | 50’ Shaughnessy |

| Arbitro: | Beaton |

|               |           |                                |
| Shankland 28’ | Marcatori | 18’ (aut.) Gordon 118’ Dabbagh |

### Europa League

#### Qualificazioni
| Arbitro: | Jablonski |

|                      |           |  |
| Oyegoke 90+6’ (aut.) | Marcatori |  |

| Arbitro: | Jug |

|  |           |          |
|  | Marcatori | 76’ Červ |

### Conference League

#### Fase campionato
| Arbitro: | Al-Hakim |

|            |           |                                   |
| Alfred 21’ | Marcatori | 37’ (aut.) Palicevič 90+4’ Dhanda |

| Arbitro: | Očenáš |

|                         |           |  |
| Forrest 16’ Spittal 23’ | Marcatori |  |

| Arbitro: | Hagenes |

|  |           |                          |
|  | Marcatori | 89’ Conteh 89’ Schöppner |

| Arbitro: | Masiyev |

|                        |           |  |
| Efekele 40’ Magnée 90’ | Marcatori |  |

| Arbitro: | Colombo |

|                             |           |  |
| Chiakha 48’ Diks 78’ (rig.) | Marcatori |  |

| Arbitro: | Berka |

|                        |           |                                  |
| Wilson 64’ Spittal 70’ | Marcatori | 21’ S. Plătică 83’ (rig.) Mudrac |

## Statistiche

### Statistiche di squadra
| Competizione         | Punti | In casa | In casa | In casa | In casa | In casa | In casa | In trasferta | In trasferta | In trasferta | In trasferta | In trasferta | In trasferta | Totale | Totale | Totale | Totale | Totale | Totale | DR |
| Competizione         | Punti | G       | V       | N       | P       | Gf      | Gs      | G            | V            | N            | P            | Gf           | Gs           | G      | V      | N      | P      | Gf     | Gs     | DR |
| -------------------- | ----- | ------- | ------- | ------- | ------- | ------- | ------- | ------------ | ------------ | ------------ | ------------ | ------------ | ------------ | ------ | ------ | ------ | ------ | ------ | ------ | -- |
| Scottish Premiership | 52    | 19      | 9       | 3       | 7       | 28      | 21      | 19           | 6            | 4            | 9            | 24           | 25           | 38     | 15     | 7      | 16     | 52     | 47     | +5 |
| Scottish Cup         | -     | 1       | 1       | 0       | 0       | 3       | 1       | 2            | 1            | 1            | 0            | 5            | 2            | 4      | 2      | 1      | 1      | 9      | 5      | +4 |
| Scottish League Cup  | -     | -       | -       | -       | -       | -       | -       | 1            | 0            | 0            | 1            | 0            | 2            | 1      | 0      | 0      | 1      | 0      | 2      | -2 |
| Europa League        | -     | 1       | 0       | 0       | 1       | 0       | 1       | 1            | 0            | 0            | 1            | 0            | 1            | 2      | 0      | 0      | 2      | 0      | 2      | -2 |
| Conference League    | 7     | 3       | 1       | 1       | 1       | 4       | 4       | 3            | 1            | 0            | 2            | 2            | 5            | 6      | 2      | 1      | 3      | 6      | 9      | -3 |
| Totale               | -     | 24      | 11      | 4       | 9       | 36      | 27      | 26           | 8            | 5            | 13           | 31           | 35           | 51     | 19     | 9      | 23     | 67     | 65     | +2 |

### Andamento in campionato
| Giornata  | 1 | 2  | 3  | 4  | 5  | 6  | 7  | 8  | 9  | 10 | 11 | 12 | 13 | 14 | 15 | 16 | 17 | 18 | 19 | 20 | 21 | 22 | 23 | 24 | 25 | 26 | 27 | 28 | 29 | 30 | 31 | 32 | 33 | 34 | 35 | 36 | 37 | 38 |
| --------- | - | -- | -- | -- | -- | -- | -- | -- | -- | -- | -- | -- | -- | -- | -- | -- | -- | -- | -- | -- | -- | -- | -- | -- | -- | -- | -- | -- | -- | -- | -- | -- | -- | -- | -- | -- | -- | -- |
| Luogo     | C | T  | T  | C  | T  | C  | T  | C  | T  | C  | T  | T  | C  | C  | T  | C  | T  | C  | C  | T  | C  | T  | T  | C  | T  | C  | T  | C  | T  | C  | T  | C  | T  | C  | T  | C  | C  | T  |
| Risultato | N | P  | P  | P  | P  | N  | P  | V  | N  | P  | V  | P  | P  | N  | P  | V  | P  | V  | P  | N  | V  | V  | N  | V  | V  | P  | V  | V  | P  | V  | P  | P  | N  | P  | V  | V  | V  | V  |
| Posizione | 6 | 10 | 10 | 11 | 12 | 12 | 12 | 10 | 11 | 12 | 9  | 11 | 11 | 12 | 12 | 11 | 12 | 10 | 11 | 11 | 11 | 11 | 11 | 9  | 7  | 9  | 7  | 6  | 7  | 6  | 6  | 6  | 7  | 8  | 8  | 7  | 7  | 7  |

Legenda:

Luogo: C = Casa; T = Trasferta. Risultato: V = Vittoria; N = Pareggio; P = Sconfitta.

### Statistiche dei giocatori
In corsivo i calciatori ceduti durante la stagione
| Giocatore      | Scottish Premiership | Scottish Premiership | Scottish Premiership | Scottish Premiership | Scottish Cup+ League Cup | Scottish Cup+ League Cup | Scottish Cup+ League Cup | Scottish Cup+ League Cup | Europa League+ Conference League | Europa League+ Conference League | Europa League+ Conference League | Europa League+ Conference League | Totale   | Totale | Totale      | Totale     |
| Giocatore      | Presenze             | Reti                 | Ammonizioni          | Espulsioni           | Presenze                 | Reti                     | Ammonizioni              | Espulsioni               | Presenze                         | Reti                             | Ammonizioni                      | Espulsioni                       | Presenze | Reti   | Ammonizioni | Espulsioni |
| -------------- | -------------------- | -------------------- | -------------------- | -------------------- | ------------------------ | ------------------------ | ------------------------ | ------------------------ | -------------------------------- | -------------------------------- | -------------------------------- | -------------------------------- | -------- | ------ | ----------- | ---------- |
| B. Baningime   | 28                   | 0                    | 3                    | 0                    | 4+0                      | 0+0                      | 0+0                      | 0+0                      | 0+2                              | 0+0                              | 0+0                              | 0+0                              | 34       | 0      | 3           | 0          |
| M. Boateng     | 20                   | 0                    | 1                    | 0                    | 0+1                      | 0+0                      | 0+0                      | 0+0                      | 2+5                              | 0+0                              | 0+1                              | 0+0                              | 28       | 0      | 2           | 0          |
| L. Boyce       | 10                   | 0                    | 0                    | 0                    | -+1                      | -+0                      | -+1                      | -+0                      | 2+2                              | 0+0                              | 0+0                              | 0+0                              | 15       | 0      | 1           | 0          |
| Z. Clark       | 3                    | -3                   | 0                    | 0                    | 0+0                      | -0+-0                    | 0+0                      | 0+0                      | 0+0                              | -0+-0                            | 0+0                              | 0+0                              | 3        | -3     | 0           | 0          |
| Y. Dhanda      | 25                   | 0                    | 3                    | 1                    | 1+1                      | 1+0                      | 1+0                      | 0+0                      | 1+5                              | 0+1                              | 0+0                              | 0+0                              | 33       | 2      | 4           | 1          |
| C. Devlin      | 29                   | 0                    | 9                    | 0                    | 3+1                      | 0+0                      | 2+0                      | 1+0                      | 2+6                              | 0+0                              | 1+2                              | 0+0                              | 41       | 0      | 14          | 1          |
| M. Drammeh     | 22                   | 3                    | 0                    | 0                    | 2+0                      | 0+0                      | 1+0                      | 0+0                      | 0+0                              | 0+0                              | 0+0                              | 0+0                              | 24       | 3      | 1           | 0          |
| A. Forrest     | 31                   | 4                    | 0                    | 0                    | 3+1                      | 0+0                      | 0+0                      | 0+0                      | 1+6                              | 0+1                              | 0+0                              | 0+0                              | 42       | 5      | 0           | 0          |
| A. Forrester   | 25                   | 0                    | 5                    | 0                    | 4+0                      | 0+0                      | 1+0                      | 0+0                      | 0+5                              | 0+0                              | 0+3                              | 0+0                              | 34       | 0      | 9           | 0          |
| R. Fulton      | 3                    | -1                   | 0                    | 0                    | 0+0                      | -0+-0                    | 0+0                      | 0+0                      | 0+0                              | -0+-0                            | 0+0                              | 0+0                              | 3        | -1     | 0           | 0          |
| C. Gordon      | 33                   | -43                  | 1                    | 0                    | 4+1                      | -5+-2                    | 0+0                      | 0+0                      | 2+6                              | -2+-9                            | 0+1                              | 0+0                              | 46       | -61    | 2           | 0          |
| J. Grant       | 31                   | 3                    | 6                    | 1                    | 3+1                      | 0+0                      | 0+0                      | 0+0                      | 2+4                              | 0+0                              | 1+0                              | 0+0                              | 41       | 3      | 7           | 1          |
| C. Halkett     | 17                   | 1                    | 3                    | 0                    | 2+1                      | 0+0                      | 0+0                      | 0+0                      | 0+1                              | 0+0                              | 0+1                              | 0+0                              | 21       | 1      | 4           | 0          |
| E. Kabangu     | 14                   | 6                    | 2                    | 0                    | 4+-                      | 2+-                      | 0+-                      | 0+-                      | -                                | -                                | -                                | -                                | 18       | 8      | 2           | 0          |
| S. Kartum      | 12                   | 0                    | 1                    | 0                    | 3+-                      | 2+-                      | 0+-                      | 0+-                      | -                                | -                                | -                                | -                                | 15       | 2      | 1           | 0          |
| F. Kent        | 18                   | 2                    | 2                    | 0                    | 1+0                      | 0+0                      | 0+0                      | 0+0                      | 2+5                              | 0+0                              | 1+1                              | 0+0                              | 26       | 2      | 4           | 0          |
| S. Kingsley    | 9                    | 1                    | 1                    | 0                    | 1+1                      | 0+0                      | 0+0                      | 0+0                      | 2+2                              | 0+0                              | 0+0                              | 0+0                              | 15       | 1      | 1           | 0          |
| J. McCart      | 11                   | 1                    | 0                    | 0                    | 3+-                      | 0+-                      | 0+-                      | 0+-                      | -                                | -                                | -                                | -                                | 14       | 1      | 0           | 0          |
| B. McKay       | 8                    | 0                    | 0                    | 0                    | 0+1                      | 0+0                      | 0+0                      | 0+0                      | 0+3                              | 0+0                              | 0+0                              | 0+0                              | 12       | 0      | 0           | 0          |
| H. Milne       | 3                    | 0                    | 0                    | 0                    | 0+-                      | 0+-                      | 0+-                      | 0+-                      | -                                | -                                | -                                | -                                | 3        | 0      | 0           | 0          |
| L. Neilson     | 5                    | 0                    | 0                    | 0                    | 2+-                      | 0+-                      | 0+-                      | 0+-                      | -                                | -                                | -                                | -                                | 7        | 0      | 0           | 0          |
| C. Nieuwenhof  | 12                   | 1                    | 0                    | 0                    | 2+0                      | 1+0                      | 1+0                      | 0+0                      | 0+0                              | 0+0                              | 0+0                              | 0+0                              | 14       | 2      | 1           | 0          |
| Y. Oda         | 5                    | 1                    | 0                    | 0                    | 0+1                      | 0+0                      | 0+0                      | 0+0                      | 2+1                              | 0+0                              | 0+0                              | 0+0                              | 9        | 1      | 0           | 0          |
| D. Oyegoke     | 19                   | 1                    | 3                    | 0                    | 1+0                      | 0+0                      | 0+0                      | 0+0                      | 1+5                              | 0+0                              | 1+0                              | 0+0                              | 26       | 1      | 4           | 0          |
| J. Penrice     | 33                   | 2                    | 11                   | 0                    | 4+1                      | 0+0                      | 0+0                      | 0+0                      | 2+6                              | 0+0                              | 0+1                              | 0+0                              | 46       | 2      | 12          | 0          |
| F. Pollock     | 0                    | 0                    | 0                    | 0                    | 0+0                      | 0+0                      | 0+0                      | 0+0                      | 0+0                              | 0+0                              | 0+0                              | 0+0                              | 0        | 0      | 0           | 0          |
| K. Rowles      | 20                   | 0                    | 4                    | 0                    | -+0                      | -+0                      | -+0                      | -+0                      | 2+5                              | 0+0                              | 0+0                              | 0+0                              | 27       | 0      | 4           | 0          |
| A. Salazar     | 1                    | 0                    | 1                    | 0                    | -+0                      | -+0                      | -+0                      | -+0                      | 0+0                              | 0+0                              | 0+0                              | 0+0                              | 1        | 0      | 1           | 0          |
| L. Shankland   | 32                   | 8                    | 7                    | 0                    | 3+1                      | 1+0                      | 0+1                      | 0+0                      | 1+6                              | 0+0                              | 0+1                              | 0+0                              | 43       | 9      | 9           | 0          |
| B. Spittal     | 35                   | 4                    | 0                    | 0                    | 4+1                      | 0+0                      | 0+0                      | 0+0                      | 2+6                              | 0+2                              | 0+0                              | 0+0                              | 48       | 6      | 0           | 0          |
| M. Steinwender | 9                    | 1                    | 0                    | 0                    | 3+-                      | 0+-                      | 0+-                      | 1+-                      | -                                | -                                | -                                | -                                | 12       | 1      | 0           | 1          |
| M. Tait        | 0                    | 0                    | 0                    | 0                    | 0+0                      | 0+0                      | 0+0                      | 0+0                      | 0+2                              | 0+0                              | 0+0                              | 0+0                              | 2        | 0      | 0           | 0          |
| G. Taylor      | 8                    | 0                    | 2                    | 0                    | 2+1                      | 0+0                      | 0+1                      | 0+0                      | 2+0                              | 0+0                              | 1+0                              | 0+0                              | 13       | 0      | 4           | 0          |
| K. Vargas      | 30                   | 4                    | 3                    | 0                    | 3+1                      | 0+0                      | 0+1                      | 0+0                      | 2+5                              | 0+0                              | 1+0                              | 0+0                              | 41       | 4      | 5           | 0          |
| J. Wilson      | 24                   | 5                    | 1                    | 1                    | 4+0                      | 0+0                      | 0+0                      | 0+0                      | 1+4                              | 0+1                              | 0+0                              | 0+0                              | 33       | 6      | 1           | 1          |